# Třída Sovětskij Sojuz
Třída Sovětskij Sojuz byla třída bitevních lodí sovětského námořnictva, které byly rozestavěny v letech 1938–1939, nebyly však dokončeny. Lodě této třídy byly objednány v rámci třetího sovětského pětiletého plánu na obnovu floty a měly tvořit jádra čtyř hlavních sovětských flot. Patřily by k nejmohutnějším bitevním lodím, které kdy byly postaveny – byly by jen o něco menší než japonská Jamato.
Hlavní výzbroj 271 metrů dlouhých lodí mělo tvořit devět 406mm kanónů ve třech třídělových věžích a sekundární výzbroj dalších dvanáct 152mm kanónů v šesti věžích, doplněných osmi 100mm kanóny ve čtyřech postaveních. Lehkou výzbroj mělo tvořit 32 kusů 37mm kanónů a osm 12,7mm kulometů. Lodě měly nést dvojici katapultů a celkem čtyři průzkumné hydroplány.
V roce 1938 byla zahájena stavba první dvojice. Sovětskij Sojuz byl stavěn v Leningradu a Sovětskaja Ukrajina v Nikolajevu. V následujícím roce začala v severském Molotovsku stavba dvojice Sovětskaja Rossija a Sovětskaja Bělorossija. Do doby, kdy v červnu 1941 Německo zahájilo Operaci Barbarossa, nebyla žádná z lodí ani spuštěna na vodu – rozestavěný trup jednotky Sovětskaja Ukrajina byl Němci dokonce ukořistěn. Během války byla jejich stavba přerušena a již nikdy nebyla neobnovena. Nakonec byly všechny sešrotovány.